# Omphalucha rufinubes
Omphalucha rufinubes là một loài bướm đêm trong họ Geometridae.